# بيل فوس
بيل فوس (بالإنجليزية: Bill Voss)‏ هو لاعب كرة قاعدة أمريكي، ولد في 31 أكتوبر 1943 في غلينديل في الولايات المتحدة.

## وصلات خارجية
- بيل فوس على موقعبيزبول رفرنس.كوم (الدوري الرئيسي) (الإنجليزية)
- بيل فوس على موقعبيزبول رفرنس.كوم (الدوري الثانوي) (الإنجليزية)
- بيل فوس على موقع جمعية أبحاث البيسبول الأمريكية (الإنجليزية)
- بيل فوس على موقع مشجعي الرسوم البيانية (الإنجليزية)